# Przejma Wysoka
Przejma Wysoka – wieś w Polsce położona w województwie podlaskim, w powiecie suwalskim, w gminie Szypliszki.
W latach 1975–1998 miejscowość administracyjnie należała do województwa suwalskiego.
Na południe od wsi znajduje się Jezioro Szelment Mały.